# Monocerellus
Monocerellus là một chi nhện trong họ Linyphiidae.